# Santiago Martínez i Saurí
Santiago Martínez i Saurí (Mataró, 20 de septiembre de 1927 - 13 de julio de 2012) fue un abogado y político español, diputado al Congreso en la IV legislatura dentro de la candidatura de Convergència i Unió (CiU).

## Biografía
Licenciado en Derecho por la Universidad de Barcelona en 1952, en 1953 fundó el bufete de abogados  «Martínez Saurí». Fue vicedecano del Colegio de Abogados de Mataró y miembro del Observatorio del Derecho Civil. Desde 1950 fue militante de Unió Democràtica de Catalunya, partido en el que formó parte del comité de gobierno y fue consejero nacional. También fue miembro de la Comisión Mixta de Valoración Estado-Generalidad. Ha sido reconocido públicamente como el inspirador del artículo 10.2 de la Constitución Española, y también del redactado "todos" del artículo 15.[cita requerida]
En 1992 sustituyó en su escaño en el Congreso a Llibert Cuatrecasas que había sido elegido en las elecciones generales de 1989. Fue secretario de la Comisión del Estatuto de Diputado y ponente en el proyecto de reforma de la Ley Procesal y de medidas por el accidente del petrolero Aegean Sea frente a la costa de La Coruña en 1992. Tras la expiración de la legislatura, siguió colaborando como  asesor de Unió Democràtica en el Congreso.
Fue presidente del Centro Católico de Mataró, fundador del Club d'Opinió Jaume Llavina y socio de la Agrupació Científico-Excursionista. Fue suegro del alcalde de Arenys de Mar, Estanis Fors.